# 佐久間未帆
佐久間 未帆（さくま みほ、1981年10月5日 - ）は、日本の声優、女優。フリー、ナレータープロダクション風韻と業務提携。岡山県出身。

## 略歴
映像テクノアカデミア出身。岡山学芸館高等学校卒業。
2008年4月、東京俳優生活協同組合からアクロス エンタテインメントに移籍したが、2012年10月をもってを退所。主に舞台などで活躍。

## 人物
- 声種はメゾソプラノ[4]。
- 趣味は競馬と美術鑑賞（美術検定3級カラーコーディネーター検定3級所持）、バラグッズ集め、ソフトクリーム巡り、15年以上続けているピアノを弾くことである。競馬予想とソフトクリーム巡りはブログの話題としてよく書かれている。何でも食べるが、キウイフルーツ・パイナップルアレルギーでアルコールも飲めない。
- 高校時代は3年間華道/美術部で大学を卒業している[7][8][9]。もともと声優志望ではなかった[3]。その時は色々な仕事をしようと思い事務所に所属したが、その事務所からもらった『魔法先生ネギま!』のオーディションを受けて合格して、『魔法先生ネギま!』の龍宮真名役[1]で声優デビュー[3]。影響を受けたアニメは小さい頃に見ていた『小公女セーラ』や『アルプスの少女ハイジ』の再放送[3]。漫画・アニメ作品『ベルサイユのばら』も好きだという[3]。
- 姉と兄がいて、3人兄弟の末っ子。仲の良い声優は赤池裕美子、宇乃音亜季。
- 自動車の免許は持っているが全く運転しないので自称ペーパードライバー。
- 『週刊少年マガジン』の『魔法先生ネギま!』声優発表で顔写真を間違えられた。
- 2007年10月3日のブログにて、ファミリーマートで販売中のマイバッグの宣伝POPにモデルとして登場していることを明かした[10]。しかし、そのPOPに写っているのは下半身のみなので、本当に本人であるかは確認出来ない[10]。佐久間自身は「何の証明もできないですが、間違いなく私です（笑）」とブログに書き込んでいる[10]。

## 出演

### テレビアニメ
- 魔法先生ネギま!（2005年、龍宮真名）
- ネギま!?（2006年、龍宮真名） - 第15話のサブタイトル題字（1枚目・3枚目）と提供イラスト（OP後）も担当。
- UQ HOLDER! 〜魔法先生ネギま!2〜（2017年、龍宮真名[11]）

### OVA
- 魔法先生ネギま!シリーズ（龍宮真名）

### 劇場アニメ
- 劇場版 魔法先生ネギま! ANIME FINAL（2011年、龍宮真名）

### ゲーム
- 魔法先生ネギま!シリーズ（龍宮真名）
- ネギマテ UQ HOLDER! 〜魔法先生ネギま!2〜（2018年、龍宮真名）

### 実写
- 日本学生支援機構 奨学金返還説明ビデオ（山田京子）
- アサヒビール本生/TVCM
- 落し物回収代行サービス「マイブーメラン」（公式HPのVTRに出演）
- タイトー商品カタログ/CM
- フジフイルム/web用CM
- Toru Kuribayasi バランスと戦術（司会進行）
- Hayato Hizikata 攻めへの拘り（司会進行）
- プレジデント社　説得の技術
- 初心者に贈るポケットビリヤードの世界

舞台
- 俳協プロジェクトH Vol.8「白馬2700」（2007年）
- セクシーポテトの発明（2009年）
- しゃくなげの花（2009年）
- インパーフェクトラブ〜完璧!?戦隊ヒレンジャー!〜（2011年）

映画
- 花のおもいで（2002年）真奈
- ロマンス・ミシン・イソフラボン（2006年）飯塚千紘 ※主演
- ショートムービー「ミッドナイトバー」（2010年）篠田珠恵
- ルパンの奇巌城（2011年）准教授

テレビ
- とっておきAニュース（アニマックス）レポーター
- グリーンツーリズム（グリーンチャンネル）レポーター

### CD
- 魔法先生ネギま!シリーズ(キャラクターソング・ドラマCD・DJCD・ライブCD)
- 陽炎ノスタルジア(ドラマCD)

### パチンコ
- CR魔法先生ネギま!（2017年、龍宮真名[12]）

### その他
テレビ（声の出演）
- 時効警察（2006年、ANB）
- プロポーズ大作戦（2008年、CX）

その他
- ネギpon!?収録ヴォイス
- コラム「佐久間未帆の競馬日和♪」

## ディスコグラフィ

### キャラクターソング
| 発売日  | 商品名                                                    | 歌 | 楽曲                                        | 備考                                                        |
| 2004年  | 2004年                                                    | 2004年 | 2004年                                      | 2004年                                                      |
| ------- | --------------------------------------------------------- | --- | ------------------------------------------- | ----------------------------------------------------------- |
| 4月28日 | ネギま! 麻帆良学園中等部2-A：1学期                        | まほらコーラス部 | 「麻帆良学園校歌」                          | テレビアニメ『魔法先生ネギま!』関連曲                       |
| 5月1日  | 出席番号のうた                                            | 麻帆良学園中等部2-A | 「出席番号のうた」                          | テレビアニメ『魔法先生ネギま!』関連曲                       |
| 6月23日 | 魔法先生ネギま! 声のクラスメイトシリーズ 11月：武道四天王 | 武道四天王 | 「KIZUNA」 「KIZUNA（Remix ver.）」         | テレビアニメ『魔法先生ネギま!』関連曲                       |
| 8月25日 | ネギま! 麻帆良学園中等部2-A：2学期                        | まほらコーラス部、ネギ・スプリングフィールド（佐藤利奈）                                                                     | 「放課後 ア☆ライブ」                        | テレビアニメ『魔法先生ネギま!』関連曲                       |
| 2005年  |                                                           | |                                             |                                                             |
| 5月11日 | ハッピー☆マテリアル 4月度                                 | 麻帆良学園中等部2-A | 「ハッピー☆マテリアル」                     | テレビアニメ『魔法先生ネギま!』オープニングテーマ           |
| 8月3日  | ハッピー☆マテリアル 31人ver.／輝く君へ〜Peace             | 麻帆良学園中等部2-A | 「ハッピー☆マテリアル」 「輝く君へ〜Peace」 | テレビアニメ『魔法先生ネギま!』主題歌                       |
| 2007年  |                                                           | |                                             |                                                             |
| 1月24日 | ネギま!? 1000%BOX                                         | 那波千鶴（小林美佐）、村上夏美（相沢舞）、ザジ・レイニーデイ（いのくちゆか）、龍宮真名（佐久間未帆）、長谷川千雨（志村由美） | 「1000%SPARKING!」                          | テレビアニメ『ネギま!?』オープニングテーマ                  |
| 1月24日 | ネギま!? 1000%BOX                                         | 那波千鶴（小林美佐）、村上夏美（相沢舞）、ザジ・レイニーデイ（いのくちゆか）、龍宮真名（佐久間未帆）、長谷川千雨（志村由美） | 「A-LY-YA!」                                | テレビアニメ『ネギま!?』エンディングテーマ                  |
| 1月24日 | ネギま!? 1000%BOX                                         | 那波千鶴（小林美佐）、村上夏美（相沢舞）、ザジ・レイニーデイ（いのくちゆか）、龍宮真名（佐久間未帆）、長谷川千雨（志村由美） | 「1000%SPARKING!〈ぴあのみっくす〉」        | テレビアニメ『ネギま!?』関連曲                              |
| 3月7日  | ネギま!? うたのCD（2）                                    | 龍宮真名（佐久間未帆）、ザジ・レイニーデイ（いのくちゆか）                                                                   | 「Joker!?」                                 | テレビアニメ『ネギま!?』関連曲                              |
| 9月26日 | ネギま!? ベストアルバム                                   | 麻帆良学園中等部3-A+ネギ・スプリングフィールド                                                                               | 「Hello Again」                             | テレビアニメ『ネギま!?』関連曲                              |
| 2008年  |                                                           | |                                             |                                                             |
| 8月27日 | ハッピー☆マテリアル リターン                              | 麻帆良学園中等部3-A | 「ハッピー☆マテリアル リターン」            | OAD『魔法先生ネギま!〜白き翼 ALA ALBA〜』オープニングテーマ |
| 8月27日 | ハッピー☆マテリアル リターン                              | 麻帆良学園中等部3-A | 「輝く君へ」                                | OAD『魔法先生ネギま!〜白き翼 ALA ALBA〜』エンディングテーマ |
| 8月27日 | ハッピー☆マテリアル リターン                              | 麻帆良学園中等部3-A | 「A-LY-YA」                                 | テレビアニメ『ネギま!?』関連曲                              |
| 2011年  |                                                           | |                                             |                                                             |
| 8月24日 | 桜風に約束を -旅立ちの歌-                                 | ネギ・スプリングフィールド&麻帆良学園中等部3-A                                                                               | 「桜風に約束を -旅立ちの歌-」               | 劇場アニメ『劇場版 魔法先生ネギま! ANIME FINAL』主題歌      |

### ユニットメンバー
1. 1 2  柿崎美砂（伊藤静）、古菲（田中葉月）、早乙女ハルナ（石毛佐和）、龍宮真名（佐久間未帆）
2. 1 2  相坂さよ（白鳥由里）、明石裕奈（木村まどか）、朝倉和美（笹川亜矢奈）、綾瀬夕映（桑谷夏子）、和泉亜子（山川琴美）、大河内アキラ（山本杏美）、柿崎美砂（伊藤静）、神楽坂明日菜（神田朱未）、春日美空（板東愛）、絡繰茶々丸（渡辺明乃）、釘宮円（出口茉美）、古菲（田中葉月）、近衛木乃香（野中藍）、早乙女ハルナ（石毛佐和）、桜咲刹那（小林ゆう）、佐々木まき絵（堀江由衣）、椎名桜子（大前茜）、龍宮真名（佐久間未帆）、超鈴音（大沢千秋）、長瀬楓（白石涼子）、那波千鶴（小林美佐）、鳴滝風香（こやまきみこ）、鳴滝史伽（狩野茉莉）、葉加瀬聡美（門脇舞）、長谷川千雨（志村由美）、エヴァンジェリン・A・K・マクダウェル（松岡由貴）、宮崎のどか（能登麻美子）、村上夏美（相沢舞）、雪広あやか（皆川純子）、四葉五月（井ノ上ナオミ）、ザジ・レイニーデイ（猪口有佳）
3. ↑  古菲（田中葉月）、桜咲刹那（小林ゆう）、龍宮真名（佐久間未帆）、長瀬楓（白石涼子）
4. ↑  椎名桜子（大前茜）、龍宮真名（佐久間未帆）、超鈴音（大沢千秋）、長瀬楓（白石涼子）、那波千鶴（小林美佐）
5. ↑  ネギ・スプリングフィールド（佐藤利奈）、相坂さよ（白鳥由里）、明石裕奈（木村まどか）、朝倉和美（笹川亜矢奈）、綾瀬夕映（桑谷夏子）、和泉亜子（山川琴美）、大河内アキラ（浅倉杏美）、柿崎美砂（伊藤静）、神楽坂明日菜（神田朱未）、春日美空（板東愛）、絡繰茶々丸（渡辺明乃）、釘宮円（出口茉美）、古菲（Hazuki）、近衛木乃香（野中藍）、早乙女ハルナ（石毛佐和）、桜咲刹那（小林ゆう）、佐々木まき絵（堀江由衣）、椎名桜子（大前茜）、龍宮真名（佐久間未帆）、超鈴音（高本めぐみ）、長瀬楓（白石涼子）、那波千鶴（小林美佐）、鳴滝風香（こやまきみこ）、鳴滝史伽（狩野茉莉）、葉加瀬聡美（門脇舞以）、長谷川千雨（志村由美）、エヴァンジェリン・A・K・マクダウェル（松岡由貴）、宮崎のどか（能登麻美子）、村上夏美（相沢舞）、雪広あやか（皆川純子）、四葉五月（井上直美）、ザジ・レイニーデイ（いのくちゆか）
6. ↑  相坂さよ（白鳥由里）、明石裕奈（木村まどか）、朝倉和美（笹川亜矢奈）、綾瀬夕映（桑谷夏子）、和泉亜子（山川琴美）、大河内アキラ（浅倉杏美）、柿崎美砂（伊藤静）、神楽坂明日菜（神田朱未）、春日美空（板東愛）、絡繰茶々丸（渡辺明乃）、釘宮円（出口茉美）、古菲（Hazuki）、近衛木乃香（野中藍）、早乙女ハルナ（石毛佐和）、桜咲刹那（小林ゆう）、佐々木まき絵（堀江由衣）、椎名桜子（大前茜）、龍宮真名（佐久間未帆）、超鈴音（高本めぐみ）、長瀬楓（白石涼子）、那波千鶴（小林美佐）、鳴滝風香（こやまきみこ）、鳴滝史伽（狩野茉莉）、葉加瀬聡美（門脇舞以）、長谷川千雨（志村由美）、エヴァンジェリン・A・K・マクダウェル（松岡由貴）、宮崎のどか（能登麻美子）、村上夏美（相沢舞）、雪広あやか（皆川純子）、四葉五月（井上直美）、ザジ・レイニーデイ（いのくちゆか）
7. ↑  ネギ・スプリングフィールド（佐藤利奈）、相坂さよ（白鳥由里）、明石裕奈（木村まどか）、朝倉和美（笹川亜矢奈）、綾瀬夕映（桑谷夏子）、和泉亜子（山川琴美）、大河内アキラ（浅倉杏美）、柿崎美砂（伊藤静）、神楽坂明日菜（神田朱未）、春日美空（板東愛）、絡繰茶々丸（渡辺明乃）、釘宮円（出口茉美）、古菲（阿澄佳奈）、近衛木乃香（野中藍）、早乙女ハルナ（石毛佐和）、桜咲刹那（小林ゆう）、佐々木まき絵（堀江由衣）、椎名桜子（小見川千明）、龍宮真名（佐久間未帆）、超鈴音（高本めぐみ）、長瀬楓（白石涼子）、那波千鶴（小林美佐）、鳴滝風香（こやまきみこ）、鳴滝史伽（狩野茉莉）、葉加瀬聡美（門脇舞以）、長谷川千雨（志村由美）、エヴァンジェリン・A・K・マクダウェル（松岡由貴）、宮崎のどか（能登麻美子）、村上夏美（相沢舞）、雪広あやか（皆川純子）、四葉五月（井上直美）、ザジ・レイニーデイ（いのくちゆか）